# NGC 7540-2
NGC 7540-2 is een compact sterrenstelsel in het sterrenbeeld Pegasus. Het hemelobject werd op 3 november 1864 ontdekt door de Duitse astronoom Albert Marth.